# ایلاپرازول
ایلاپرازول (انگلیسی: Ilaprazole) (نام تجاری Noltec) یک مهارکننده پمپ پروتون (PPI) است که در درمان سوء هاضمه، بیماری زخم پپتیک (PUD)، بیماری ریفلاکس معده به مری (GORD/GERD) و زخم دوازدهه به کار می‌رود.
این دارو در مقادیر ۵، ۱۰ و ۲۰ میلی‌گرم موجود است.
پژوهش‌ها بالینی نشان می‌دهد که ایلاپرازول در صورت مصرف در دوزهای معادل، دست‌کم به اندازه امپرازول یک PPI قوی است. مطالعات همچنین نشان داد که ایلاپرازول به‌طور چشمگیری از ایجاد ازوفاژیت ریفلاکس جلوگیری می‌کند.
ایلاپرازول توسط Il-Yang Pharmaceutical (کره جنوبی) تولید شده‌است و هنوز تحت آزمایش‌های بالینی با FDA ایالات متحده است. این دارو در کره جنوبی و چین برای درمان زخم معده، زخم اثنی عشر، بیماری ریفلاکس معده به مری و ازوفاژیت فرسایشی راه اندازی شده‌است.
ایلاپرازول در مکزیک توسط Chinoin Pharmaceuticals با نام تجاری Norutec فروخته می‌شود.